# Cundill History Prize
Der Cundill History Prize ist ein kanadischer Preis für historische Literatur, der seit 2008 vergeben wird. Der Preis wird von der McGill University in Montreal vergeben, die Sieger werden durch eine jährlich wechselnde, prominent besetzte Jury gewählt. Der Hauptpreis ist mit 75.000 US-Dollar, der zweite und dritte Platz mit je 10.000 US-Dollar dotiert. Ausgezeichnet werden herausragende englischsprachige historische Werke, wobei es sich auch um Übersetzungen aus anderen Sprachen handeln kann.
Der Preis ist benannt nach F. Peter Cundill (1938–2011), einem kanadischen Investment-Manager, der den Preis begründete und durch eine Stiftung finanzierte. Neben dem Cundill History Prize finanziert die Stiftung auch eine jährlich mit 25.000 Dollar dotierte Peter Cundill Fellowship in History.

## Preisträger
- 2008 Stuart B. Schwartz: All Can Be Saved: Religious Tolerance and Salvation in the Iberian Atlantic World
- 2009 Lisa Jardine: Going Dutch: How England Plundered Holland’s Glory
- 2010 Diarmaid MacCulloch: A History of Christianity: The First Three Thousand Years
- 2011 Sergio Luzzatto: Padre Pio: Miracles and Politics in a Secular Age
- 2012 Stephen Platt: Autumn in the Heavenly Kingdom: China, The West, And The Epic Story of The Taiping Civil War
- 2013 Anne Applebaum: Iron Curtain: The Crushing of Eastern Europe 1944-1956
- 2014 Gary Bass: The Blood Telegram: Nixon, Kissinger and a Forgotten Genocide
- 2015 Susan Pedersen: The Guardians: The League of Nations and the Crisis of Empire
- 2016 Thomas W. Laqueur: The Work of the Dead: A Cultural History of Mortal Remains
- 2017 Daniel Beer: The House of the Dead: Siberian Exile Under the Tsars
- 2018 Maya Jasanoff: The Dawn Watch: Joseph Conrad in a Global World
- 2019 Julia Lovell: Maoism: A Global History
- 2020 Camilla Townsend: Fifth Sun: A New History of the Aztecs
- 2021 Marjoleine Kars: Blood on the River: A Chronicle of Mutiny and Freedom on the Wild Coast
- 2022 Tiya Miles: All That She Carried: The Journey of Ashley’s Sack, a Black Family Keepsake
- 2023 Tania Branigan: Red Memory: Living, Remembering and Forgetting China’s Cultural Revolution
- 2024 Kathleen DuVal: Native Nations: A Millennium in North America | Random House